# Флора (Одесская область)
Флора (укр. Флора) — село, относится к Окнянскому району Одесской области Украины.
Население по переписи 2001 года составляло 519 человек. Почтовый индекс — 67902. Телефонный код — 4861. Занимает площадь 1,48 км². Код КОАТУУ — 5123155103.

## Местный совет
67900, Одесская обл., Окнянский р-н, пгт Окны, ул. Первомайская, 31